# Horror punk
Horror punk, también llamado horror rock o hardcore death, es una temática de horror dentro del punk rock y hardcore punk. Es un estilo musical concreto que fue definido por la banda The Misfits, combinando letras e imágenes del cine de horror, ciencia ficción, y Serie B, junto a influencias musicales del punk rock, del rock gótico, y del hard rock (especialmente el de bandas como Black Sabbath) y en una menor parte, del rockabilly. 45 Grave sería junto a The Misfits, una de las primeras bandas de Horror punk con sencillos como "Black cross", entre otros.
Entre los representantes actuales del horror punk se encuentran bandas como  Bloodsucking Zombies from Outer Space, Koffin Kat, The Creepshow, bandas que directamente han publicado sencillos y álbumes completos basados en películas y cuentos de terror, como lo es el último álbum publicado en 2024 por la banda peruana Rüe Morgue 131 llamado "Reflejo Siniestro", el cual gira en torno a las historias de terror de la literatura gótica del siglo XIX y de películas de terror del expresionismo alemán.
Las bandas de horror punk, normalmente, escriben letras relacionadas con películas, historias y libros de terror, a menudo también cargadas de humor negro. El horror punk ha usado tradicionalmente, entre otras influencias del horror, la estética y temas de los filmes de zombis. El género cuenta con una próspera base de fanes (llamados Fiends), con websites y festivales de conciertos, como el Fiend Fest, organizado por la actual encarnación de los Misfits. La base de fanes del horror punk han sido encontradas responsables del resurgimiento de subgéneros cercanos a este como son el Deathrock y el Psychobilly.
Algunas bandas muestran claras influencias del heavy metal prefiriendo la denominación de horror rock que es más conocida como una derivación del shock rock. Otras bandas influenciadas por el hardcore son descritas como horror hardcore.

## Horror hardcore
El término "Horror hardcore" fue inventado por Dwid Hellion, en el cual se refiere a un híbrido entre el horror punk y el hardcore punk. El último disco de los Misfits, Earth A.D., en su era con Glenn Danzig, inauguró el estilo. Otras bandas en practicar este subgénero son The Banner, Septic Death e Integrity. Hay quienes confunden el término horror hardcore con el de horrorcore, sin darse cuenta de que el horrorcore es un subgénero musical existente de rap/hip-hop. 
En algunos casos, bandas de este estilo basan todo su repertorio en la temática de zombis, incorporándolos completamente a su imagen y líricas; estas bandas han sido agrupadas en el subgénero conocido como Zombiecore. Algunos ejemplos son "Send More Paramedics" (Inglaterra) y "Zombie Apocalypse" (Estados Unidos).
El Horror punk es un subgénero que sale del punk rock inventado casi sin querer por The Misfits. En un principio estaba compuesto por bases precarias de guitarras combinando letras e imágenes del cine de horror, ciencia ficción y Serie B.
El Horror punk está relacionado con filmes de horror, humor negro, historias y libros de horror y la estética y temas de los filmes de zombis. Se caracteriza por un sonido más oscuro que puede lidiar con lo gótico, aunque la textura de su poesía bien podría acercarse al sarcasmo o a lo bizarro. Aparte de su imagen y sonido, otra gran característica del género es la de mantener desde sus inicios hasta el día de hoy una estética claramente D.I.Y. (siglas para Do It Yourself: Hazlo Tú Mismo), en la que las bandas se encargan ellas mismas de hacerse publicidad, producir y vender sus discos y diseñar su ropa entre otras cosas, todo sin la ayuda de pertenecer a un sello discográfico mayoritario.
El género ha permanecido por mucho tiempo en un estado underground desde su nacimiento a finales de los 70, pero a principios del nuevo milenio ha comenzado a ingresar al mainstream, con bandas como Murderdolls, Wednesday 13 y Rüe Morgue 131, cuyas apariciones en el medio se han hecho notar de manera mucho más evidente que sus antecesoras de los años setenta y ochenta.

## Características
Se caracteriza por un sonido más oscuro que puede lidiar con lo gótico, aunque la textura de su poesía bien podría acercarse al sarcasmo o a lo bizarro (ver cine serie B). También se caracteriza porque algunas bandas agrupen a sus seguidores en clubes especiales en los cuales los miembros contaran con información, ropa y discos, entre otras cosas, que solo estarán disponibles para miembros. Los primeros en hacer esto fueron, por supuesto, los Misfits, con su famoso Fiend Club. Desde ese entonces algunas bandas han seguido sus pasos creando sus propias versiones de este club, entre estos se encuentran el YAMCOH (Young American Mystic Cult Of Horrors) de Calabrese y el Fiendish Club de Balzac.
Aparte de su imagen y sonido otra gran característica del género es la de mantener desde sus inicios hasta el día de hoy una estética claramente D.I.Y. (siglas para Do It Yourself, Hazlo Tú Mismo) en la que las bandas se encargan ellas mismas de hacerse publicidad, producir y vender sus discos y diseñar su ropa entre otras cosas, todo sin la ayuda de pertenecer a un sello discográfico mayoritario.
El género ha permanecido por mucho tiempo en un estado underground desde su nacimiento a finales de los 70, pero a principios del nuevo milenio ha comenzado a ingresar al mainstream, con bandas como Murderdolls y Wednesday 13, cuyas apariciones en el medio se han hecho notar de manera mucho más evidente que sus antecesores.
Alrededor de todo el mundo se encuentran pequeños estandartes del género en forma de sellos discográficos, websites especializadas, tiendas de ropa, etc. Entre éstas hay que señalar a FiendForce Records, un sello discográfico de Alemania que tuvo su origen como página web para los fanes del género en el país y que ahora cuenta con varias bandas que ellos mismos han logrado impulsar, entre estas se encuentran The Other (banda del creador de FiendForce, Rod Usher), Shadow Reichenstein, The Spook, Rezurex y The Crimson Ghosts potenciando de esta forma el género. También esta la tienda de ropa y música especializada Shocker!!! de la banda japonesa Balzac, la cual cuenta ya con sucursales tanto en Japón como en Europa.

## Apariencia horror punk
El mejor ejemplo de la apariencia horror punk puede ser encontrado en Misfits. Aunque viéndose de alguna manera similares a las otras bandas punk rock y rock gótico, la banda tomó un acercamiento más oscuro a su estilo. Ellos usaron ropa predominantemente negra, trajes de esqueletos, maquillaje similar al visto a principios de los años 20 en los filmes de horror. Dentro de sus seguidores también se ve el uso de corsés y maquillaje elaborado (tanto en el hombre como en la mujer). El uso de imágenes de horror y ocultismo prevalen en franelas, pins, parches y joyería que contienen imágenes de filmes relacionados con la escena. El cabello se suele llevar en forma de un mohawk (en su variante deathawk) o el más famoso y común en la escena, el Devilock (y su variante deathlock), inventado por la banda Misfits. Los seguidores del horror hardcore tienen un estilo más sencillo y menos llamativo, usando solo una franela, jeans y un suéter con capucha, la franela y el suéter suelen ser de color negro.